# Cynoscion xanthulus
Cynoscion xanthulus és una espècie de peix de la família dels esciènids i de l'ordre dels perciformes.

## Morfologia
- Els mascles poden assolir 129 cm de longitud total i 24,6 kg de pes.[3][4]

## Hàbitat
És un peix de clima tropical (33°N-14°N) i bentopelàgic.

## Distribució geogràfica
Es troba al Pacífic oriental: Mèxic. Ha estat introduït a les aigües altament salines de Salton Sea (sud de Califòrnia, els Estats Units).

## Observacions
És inofensiu per als humans.